# Treuhand
Ein Treuhandverhältnis (kurz Treuhand) zwischen zwei oder mehreren Rechtssubjekten liegt vor, wenn vertraglich oder kraft Gesetzes eine volle Rechtsmacht „zu treuen Händen“ vom Treugeber an den Treunehmer (Treuhänder) übertragen wird. Im Verhältnis zu Dritten (Außenverhältnis) kann dabei eine vollständige Übertragung des Rechts, etwa des Eigentums an einer Sache, stattfinden. Damit hat der Empfänger und Verwalter der Sache im Außenverhältnis, je nach Ausgestaltung des Treuhandverhältnisses, die volle Rechtsstellung eines Eigentümers.
In der Schweiz ist Treuhänder die Berufsbezeichnung des Steuerberaters.

## Begriff
Der Begriff Treuhand wird in vielerlei Zusammenhängen verwendet, die überwiegend von der juristischen Treuhand abgeleitet sind. Umgangssprachlich wird der Begriff Treuhand sowohl für die
- öffentlich-rechtliche Treuhand (Verwaltungstreuhand, Überwachungstreuhand, Sequestration),
- privatrechtliche Treuhand
  - fiduziarische Treuhand (romanistische Treuhand) als auch die
  - germanische Treuhand (z. B. Salmannschaft, Testamentsvollstreckung) und die
  - angelsächsische Treuhand (Trust)

und die
- völkerrechtliche Treuhand (Treuhandgebiet)

verwendet.
Der Begriff wird auch teilweise zur Bezeichnung von speziellen Unternehmen oder zur Beschreibung des Unternehmenszweckes in Verbindung mit der Firmenbezeichnung verwendet.
Im juristischen Bereich bildet der Begriff Treuhand den Oberbegriff, unter welche die verschiedenen Formen der Treuhandverhältnisse subsumiert werden.

## Rechtsform
Das Treuhandverhältnis kann rechtsgeschäftlich (zum Beispiel durch einen Vertrag) oder als sonstige Rechtsbeziehung (zum Beispiel beim Trust) ausgestaltet sein.
Je nach Ausgestaltung des Treuhandverhältnisses (zum Beispiel: Vollrechtsübertragung, Ermächtigung, Bevollmächtigung etc.) erhält der Treuhänder mehr oder weniger Rechte und Pflichten vom Treugeber übertragen. Entsprechend zur Übertragung von Rechten und Pflichten auf den Treunehmer, verliert der Treugeber hierzu seine Rechtsposition.

## Pflichten des Treunehmers
Der Treunehmer ist jedoch durch einen Treuhandvertrag gebunden, die Sache im Sinne des Treugebers zu verwalten und nur zulässige Verfügungen vorzunehmen. Insofern ist ein Treuhänder ein Inhaber von Rechten, der diese Rechte zwar nur beschränkt ausüben darf – aufgrund einer Abrede mit einem Treugeber oder aus dem Treustatut heraus – aber trotzdem auch bei Missachtung der Abrede wirksam über diese Rechte verfügen könnte.
Der Treuhänder kann im Außenverhältnis (gegenüber Dritten) mehr, als er im Innenverhältnis (gegenüber dem Treugeber, den Begünstigten etc.) darf.

## Abgrenzung zu anderen Rechtsinstituten
Aufgrund der Vielgestaltigkeit der Erscheinungsform der Treuhand ist eine genaue Abgrenzung zu verschiedenen Rechtsinstituten teilweise nicht eindeutig möglich. Bei vielen Rechtsinstituten kann unter Umständen und bei Hinzutreten von weiteren Rechten oder Pflichten auch ergänzend eine Treuhänderschaft oder eine Quasitreuhänderschaft vorliegen.
- Ermächtigung
  - Berechtigt den Ermächtigten zum Handeln in eigenem Namen auf fremde Rechnung.
  - Sehr beschränkte Übertragung der Ausübung von Rechten und Pflichten.
  - Es wird nicht das Recht selbst übertragen.
- Hinterlegung / Verwahrung (§§ 957 ff. ABGB, §§ 688 ff. BGB, Art 472 ff OR)
  - Grundsätzlich kein Eigentumsübergang an der verwahrten / hinterlegten Sache auf den Verwahrer (Ausnahmen: „unregelmäßige Verwahrung“ / Summenverwahrung gem. § 700 BGB, Hinterlegung gem. § 372 BGB)
  - Grundsätzlich nur passive Verwaltung (Verwahrung).
- Nacherbschaft
  - teilweise ähnlich der Treuhandschaft, aber Verfügungsmacht der Vorerben beschränkter.
- Rückkauf
  - ähnelt teilweise im deutschen Recht der Sicherungsübereignung (§ 456 BGB),
  - Grundsätzlich nur passive Verwaltung,
- Schenkung unter Auflage (§§ 525 ff. BGB, Art 245 f, 249 OR)
  - bei Schenkung in der Regel keine Drittbegünstigung,
  - über die Auflage hinaus kein Weisungsrecht des Schenkers,
- Stellvertretung
  - Der Treuhänder handelt in eigenem Namen.
- unselbständige (fiduziarische) Stiftung
  - Beschränkung der Haftung auf das Stiftungsvermögen,
  - Stiftungszweck ist bestimmend für die Verwaltung des Stiftungsvermögens.
- Testamentsvollstreckung
  - Testamentsvollstrecker ist Inhaber eines dinglichen Verwaltungsrechtes,
  - nur im Innenverhältnis treuhänderisch gegenüber den Erben tätig.
- Trust
  - rechtsgeschäftliches Verhältnis zwischen Treugeber und Treuhänder bei der Treuhand,
  - Verantwortung des Treuhänders gegenüber dem Treugeber bei der Treuhand,
  - Rechtsstellung der Begünstigten in der Treuhand (soweit vorhanden) weitaus schwächer als beim Trust.
- Vollmacht
  - Berechtigt den Bevollmächtigten nur zum Handeln in fremdem Namen.
  - Sehr beschränkte Übertragung der Ausübung von Rechten und Pflichten.
  - Es wird nicht das Recht selbst übertragen.

## Beispiel
Wird ein Kfz treuhänderisch von A auf B übertragen, tritt B nach außen (also im Verkehr mit Dritten) als Halter, Eigentümer, Versicherungsnehmer usw. auf. Von A bekommt ein Außenstehender nichts mit. Im Treuhandvertrag können die beiden festlegen, dass B das Auto wöchentlich einmal um den Block fährt und danach auftankt. Zu mehr wäre B im Innenverhältnis (Treuhandvertrag) zwischen A und B nicht berechtigt. Trotzdem könnte er als zivilrechtlicher Eigentümer das Fahrzeug auch wirksam übereignen. Diese Befugnisse, die aus der ja vollumfänglich übergegangenen, zivilrechtlichen Eigentümerschaft des B resultieren, sind besagte, über den Treuhandvertrag hinausschießende Rechte. B müsste für einen solchen, laut Vertrag unerlaubten, Verkauf intern Schadensersatz an A leisten. B war schließlich untreu.
Derartige Konstruktionen werden in der Praxis vor allem bei Sicherungsgeschäften, wie etwa der Sicherungsübereignung (im Beispiel: Sicherungsübereignung von Kraftfahrzeugen), oder im Inkasso relevant. Neuerdings treten Treuhänder-Verhältnisse auch bei der betrieblichen Altersversorgung auf. Dabei wird die doppelseitige Treuhand bevorzugt, im internationalen Kontext Contractual Trust Arrangement oder CTA genannt.

## Weitere Bedeutungen
- Nach 1990 wurde umgangssprachlich die Treuhandanstalt abgekürzt als „Treuhand“ bezeichnet.
- Die Haupttreuhandstelle Ost war ein nationalsozialistisches Amt während der Deutschen Besetzung Polens 1939–1945.

## Verwandte Themen
- Escrow – Treuhand im angloamerikanischen Rechtssystem
- Staatliche Erfassungsgesellschaft – Treuhänderin der ehemaligen Wehrmacht nach dem Zweiten Weltkrieg
- Anderkonto – Spezielle Form eines offenen Treuhandkontos
- Treuhandgeschäft